# Costifrons rufibasis
Costifrons rufibasis är en stekelart som beskrevs av Henry Keith Townes, Jr. 1970. Costifrons rufibasis ingår i släktet Costifrons och familjen brokparasitsteklar. Inga underarter finns listade i Catalogue of Life.